# GTK-Qt
GTK-Qt主题引擎项目允许GTK+使用Qt小部件样式。该项目主要针对KDE的用户，它使用Qt在一个画面以外的缓冲区内绘制小部件，然后将这个缓冲区的内容复制到屏幕上。